# Ingrid Berntsen
Ingrid Kristine Berntsen (* 18. April 1978 in Drammen) ist eine ehemalige norwegische Freestyle-Skierin.

## Werdegang
Berntsen, die für den IF Filtvet Fremad startete, nahm in der Saison 1995/96 sowie 1996/97 am Europacup teil und holte dabei fünf Siege. Zudem gewann sie in der Saison 1996/97 die Moguls-Disziplinenwertung und wurde jeweils Vierte in der Gesamtwertung sowie Dual-Moguls-Disziplinenwertung. Bei den Internationalen Jugendmeisterschaften 1996 in Châtel siegte sie im Moguls und kam bei den Internationalen Jugendmeisterschaften 1997 in Laajavuori auf den 14. Platz im Aerials sowie auf den zweiten Platz im Moguls. Erstmals im Freestyle-Skiing-Weltcup startete sie im Februar 1996 in La Clusaz, wobei sie den 21. Platz im Moguls und den 17. Platz im Dual Moguls errang. In der Saison 1998/99 erreichte sie mit dem vierten Platz im Dual Moguls in Blackcomb ihre erste Top-Zehn-Platzierung im Weltcup und zum Saisonende den 14. Platz im Dual-Moguls-Weltcup. Beim Saisonhöhepunkt, den Weltmeisterschaften 1999 in Hasliberg, belegte sie den 20. Platz im Moguls und den neunten Rang im Dual Moguls. In den folgenden Jahren kam sie in der Saison 1999/2000 auf den 30. Platz im Gesamtweltcup, auf den 16. Rang im Moguls-Weltcup sowie auf den 12. Platz im Dual-Moguls-Weltcup und in der Saison 2000/01 auf den 28. Platz im Gesamtweltcup sowie erneut auf den 16. Rang im Moguls-Weltcup. Zudem platzierte sie sich bei den Weltmeisterschaften 2001 in Whistler auf den 21. Rang im Moguls und auf den 17. Rang im Dual Moguls. In der Saison 2001/02 holte sie im Dual Moguls in Madarao ihren einzigen Weltcupsieg und errang zum Saisonende den 19. Platz im Moguls-Weltcup sowie den 13. Rang im Dual-Moguls-Weltcup. Bei den Olympischen Winterspielen 2002 in Salt Lake City kam sie auf den 17. Platz im Moguls-Wettbewerb. 
Nachdem Plätzen 12 und 16 zu Beginn der Saison 2002/03, wurde Berntsen in Madonna di Campiglio sowie in Ruka jeweils Zweite im Moguls. Es folgten weitere acht Top-Zehn-Platzierungen, darunter dritte Plätze im Moguls in Lake Placid sowie in Steamboat und ein zweiter Platz im Skicross in Les Contamines. Beim Saisonhöhepunkt, den Weltmeisterschaften 2003 im Deer Valley, verpasste sie mit dem fünften Platz im Moguls und mit dem vierten Rang im Dual Moguls nur knapp die Medaillenränge. Die Saison beendete sie auf dem 13. Platz im Skicross-Weltcup, auf dem achten Rang im Dual-Moguls-Weltcup, auf dem vierten Platz im Moguls-Weltcup und auf dem zweiten Platz im Gesamtweltcup. In der Saison 2003/04 konnte sie im Weltcup keine Top-Zehn-Platzierung im Weltcup erringen und verpasste die Saison 2004/05 aufgrund einer Verletzung. In der Saison 2005/06 kam sie im Weltcup fünfmal unter den ersten Zehn, darunter Platz drei in der Halfpipe im Apex und erreichte damit jeweils den 13. Platz im Gesamtweltcup und im Moguls-Weltcup sowie den sechsten Rang im Halfpipe-Weltcup. Zudem errang sie bei den Olympischen Winterspielen 2006 in Turin den 19. Platz im Moguls-Wettbewerb. In der folgenden Saison fuhr sie in La Plagne mit dem zweiten Platz im Dual Moguls letztmals aufs Podest und wurde am Saisonende Elfte im Gesamtweltcup, Sechste im Moguls-Weltcup sowie Fünfte im Halfpipe-Weltcup. Letztmals international startete sie bei den Weltmeisterschaften 2007 in Madonna di Campiglio, wobei sie den 12. Platz im Dual Moguls und den zehnten Rang im Moguls belegte.

## Erfolge

### Olympische Spiele
- 2002 Salt Lake City: 17. Platz Moguls
- 2006 Turin: 19. Platz Moguls

### Weltmeisterschaften
- 1999 Hasliberg: 9. Platz Dual Moguls, 20. Platz Moguls
- 2001 Whistler: 17. Platz Dual Moguls, 21. Platz Moguls
- 2003 Deer Valley: 4. Platz Dual Moguls, 5. Platz Moguls
- 2007 Madonna di Campiglio: 10. Platz Moguls, 12. Platz Dual Moguls

### Weltcupsiege
Berntsen nahm an 90 Weltcups teil und erreichte 32 Top-Zehn-Platzierungen sowie acht Podestplatzierungen.
| Datum        | Ort     | Land  | Disziplin   |
| ------------ | ------- | ----- | ----------- |
| 3. März 2002 | Madarao | Japan | Dual Moguls |

### Weltcupwertungen
| Saison  | Gesamt | Gesamt | Moguls | Moguls | Dual Moguls | Dual Moguls | Snowboardcross | Snowboardcross | Halfpipe | Halfpipe |
| Saison  | Platz  | Punkte | Platz  | Punkte | Platz       | Punkte      | Platz          | Punkte         | Platz    | Punkte   |
| ------- | ------ | ------ | ------ | ------ | ----------- | ----------- | -------------- | -------------- | -------- | -------- |
| 1995/96 | 96.    | 4      | 40.    | 32     | 29.         | 4           | –              | –              | –        | –        |
| 1998/99 | 46.    | 15     | 27.    | 60     | 14.         | 88          | –              | –              | –        | –        |
| 1999/00 | 30.    | 53     | 16.    | 212    | 12.         | 124         | –              | –              | –        | –        |
| 2000/01 | 28.    | 58     | 16.    | 232    | –           | –           | –              | –              | –        | –        |
| 2001/02 | 37.    | 43     | 19.    | 260    | 13.         | 108         | –              | –              | –        | –        |
| 2002/03 | 2.     | 117    | 4.     | 604    | 8.          | 164         | 13.            | 96             | -        | -        |
| 2003/04 | 68.    | 11     | 22.    | 156    | –           | –           | –              | –              | –        | –        |
| 2005/06 | 13.    | 36     | 13.    | 265    | –           | –           | –              | –              | 6.       | 60       |
| 2006/07 | 11.    | 41     | 6.     | 291    | –           | –           | –              | –              | 5.       | 45       |

### Europacup
- 8 Podestplätze, davon 5 Siege
- Saison 1996/97: 1. Platz Moguls-Disziplinenwertung